# Кориолы
Корио́лы (Coriolae) — древний город в Италии, первоначально — латинский, населённый, согласно сообщению Плиния Старшего, альбанами.
В 498 году до н. э. упоминается в числе других латинских городов, вступивших в антиримский военный союз, возглавляемый тускуланцем Октавием Мамилием. К 493 году до н. э. Кориолы вместе с Лонгулой и Полуской стали уже территорией вольсков, но в этом же году были отвоёваны полководцем Гнеем Марцием, который за это получил прозвище Кориолан. В 488 году до н. э. Кориолы вновь отошли к вольскам, но в 466 году до н. э. опять стали латинским городом и тем самым причиной пограничного спора между Ардеей и Арицией. Со второй половины V века до н. э. Кориолы бесследно исчезли.